# Zoica wauensis
Zoica wauensis är en spindelart som beskrevs av Pekka T. Lehtinen och Heikki Hippa 1979. Zoica wauensis ingår i släktet Zoica och familjen vargspindlar. Inga underarter finns listade i Catalogue of Life.